# نهائي كأس الولايات المتحدة المفتوحة 2024
نهائي كأس لامار هانت الأمريكية المفتوحة 2024 كان مباراة كرة قدم، أُقيمت في 25 سبتمبر 2024، بين لوس أنجلوس إف سي وسبورتينغ كانساس سيتي، وكلاهما من الدوري الأمريكي للمحترفين. وحُدد الفائز بالنسخة 109 من كأس لامار هانت الأمريكية المفتوحة. تُعد هذه البطولة أقدم بطولة كأس في كرة القدم الأمريكية، وهي مفتوحة للفرق الهواة والمحترفة التابعة اتحاد الولايات المتحدة لكرة القدم. فاز لوس أنجلوس إف سي بالمباراة بنتيجة 3-1 بعد وقت إضافي، محرزًا بذلك أول لقب له في كأس الولايات المتحدة المفتوحة.
استضاف نادي لوس أنجلوس لكرة القدم المباراة في ملعب بي إم أو في لوس أنجلوس، كاليفورنيا، وشارك لأول مرة في نهائي كأس الولايات المتحدة المفتوحة. كانت هذه هي المباراة النهائية الخامسة للفريق في بطولة كبرى؛ فمنذ فوزهم بكأس الدوري الأمريكي لكرة القدم 2022، خسروا أربع نهائيات متتالية في جميع المسابقات. فاز سبورتنج كانساس سيتي بأربع نسخ سابقة من كأس الولايات المتحدة المفتوحة وسعى إلى أن يصبح أول فريق في الدوري الأمريكي لكرة القدم يحصل على لقب كأس الولايات المتحدة المفتوحة الخامس. تأهل كلا الفريقين إلى كأس أبطال الكونكاكاف 2025، حيث تأهل نادي لوس أنجلوس إف سي بالفعل باعتباره وصيف كأس الدوري 2024.
تم تقديم كأس ديوار من قبل ثلاثة أعضاء من فريق لوس أنجلوس كيكرز، وهو فريق هواة فاز بنسختي كأس التحدي الوطني لعامي 1958 و1964 من البطولة.. أصبح نادي لوس أنجلوس لكرة القدم الفريق الرابع من منطقة لوس أنجلوس الذي يفوز بكأس الولايات المتحدة المفتوحة، بعد فريق كيكرز، ومكابي لوس أنجلوس، ولوس أنجلوس جالاكسي.

## المباراة

### تفاصيل المباراة
| لوس أنجلوس                             | 3–1 (ب.و.إ.) | سبورتينغ كانساس سيتي |
| -------------------------------------- | ------------ | -------------------- |
| - جيرو 53' - كامبوس 102' - كامارا 109' | تقرير        | - تومي 60'           |